# Indianapolis Olympians 1952-1953
La stagione 1952-53 degli Indianapolis Olympians fu la 4ª e ultima nella NBA per la franchigia.
Gli Indianapolis Olympians arrivarono quarti nella Western Division con un record di 28-43. Nei play-off persero la semifinale di division con i Minneapolis Lakers (2-0).

## Roster
| N°    | Naz.                   | Ruolo | Sportivo        | Anno | Alt. | Peso |
| ----- | ---------------------- | ----- | --------------- | ---- | ---- | ---- |
| 5     | Stati Uniti (bandiera) | GA    | Paul Walther    | 1927 | 188  | 73   |
| 7     | Stati Uniti (bandiera) | G     | Gene Rhodes     | 1927 | 185  | 77   |
| 8     | Stati Uniti (bandiera) | AC    | Bob Lavoy       | 1926 | 201  | 84   |
| 9     | Stati Uniti (bandiera) | G     | Bill Tosheff    | 1926 | 185  | 79   |
| 10    | Stati Uniti (bandiera) | AC    | Kleggie Hermsen | 1923 | 206  | 102  |
| 10-18 | Stati Uniti (bandiera) | AC    | Ed Mikan        | 1925 | 203  | 104  |
| 14    | Stati Uniti (bandiera) | A     | Bob Naber       | 1929 | 191  | 84   |
| 16    | Stati Uniti (bandiera) | GA    | Mel Payton      | 1926 | 193  | 84   |
| 17    | Stati Uniti (bandiera) | AC    | Zeke Zawoluk    | 1930 | 201  | 98   |
| 18    | Stati Uniti (bandiera) | A     | Don Hanrahan    | 1929 | 201  | 91   |
| 19    | Stati Uniti (bandiera) | AC    | Joe Graboski    | 1930 | 201  | 88   |
| 20    | Stati Uniti (bandiera) | GA    | Leo Barnhorst   | 1924 | 193  | 86   |
|       | Stati Uniti (bandiera) | G     | Ralph O'Brien   | 1928 | 175  | 73   |

## Staff tecnico
- Allenatore: Herm Schaefer